# Абіш-хатун
Абіш-хатун (ابش خاتون) — видатна тюрчанка, дев'ята офіційна глава держави Атабек з династії Салгурідів Фарса. На престолі перебувала з 1263 до 1286 року. Остання представниця правлячої династії Фарса.

## Життєпис
Родина
Її батько атабек Саад II Абіш-хатун, мати Бібі-Буркан з роду володарів Кермана Кутлуханів. У зв'язку з тим, що у родині Салгурідів не було жодного чоловіка спадкоємця, Абіш-хатун у 1263 р. за наказом Хулагу-хана стала главою держави атабеків Фарса (Салгурідів). Салгуріди, династія Атабеків, що правила в Фарсі у 1148—1282 рр. Вихідці з туркменського племені Салгур, зіграли важливу роль у створенні Румського султанату в Малій Азії. Засновник — Сунгур (роки правління 1148—1161) Найбільшого розквіту Фарс досяг в роки правління Са'ді I (роки правління 1198—1126).
Вийшла заміж за сина Хулагу-хана Менгу-Тимура й стала його другою дружиною.
Державна посада
Підвищені податки для підданих, побори з населення Фарса на користь таджикських воїнів призвели до ослаблення держави. В цей час Абіш-хатун знаходилася у володіннях свого чоловіка.
Главою держави вона стала у юному віці й у державні справи не втручалася. Фарсою керували монгольськіи хани. Після повноліття Абіш-хатун повернулася у Шираз та зайняла престол своїх предків. З цього приводу, у місці свято з урочистими церемоніями тривало цілий місяць. З приїздом Абіш-хатун народ отримав спокій від монгольського засилля. Фарсом правила вона 22 роки.
У 1284 р. з престолу ільханів був скинутий султан Тегюдер, а новим ільханом став Аргун-хан, згідно з ярликом якого Абіш-хатун, будь вона малолітньою або повнолітньою не повинна втручатися ні в які державні справи Фарсу. 2 грудня 1284 р. за приказом Аргун-хана до Ширазу прибув Саїд Імад ад-Дін Абу Йала й взяв управління Фарсом на себе.
Прихильники Абіш-хатун 2 січня 1285 вбили Саїда Імад ад-Діна, а потім і його двоюрідного брата. Події які відбулися у Ширазі розлютили Аргун-хана. Абіш-хатун з її прихильниками без пояснень вивезли в Табріз де судили. Лише втручання її свекрухи Улджей-хатун та факт, що Абіш-хатун невістка Хулагу-хана, врятували її від розправи. У Табрізі вона пробула більше року, й захворіла. Хворба тривала два тижні й 29 грудня 1286 р. Абіш-хатун померла в передмісті Табріза Джарандабе
.
Поховали її у Джарандабе за монгольськими звичаями. Згодом її донька Курдучін перевезла її у Шираз та поховала у медресе «Адудійя».

## Спадок
Абіш-хатун заповіла розділити своє майно у 100 тис. динарів на чотири частини. Дві частини донькам Курдучін й Алгаджин, одну частину рабам, а четверту частку Тайджу, сину свого чоловіка Менгу-Тимура. За різними джерелами крім Курдучін Абіш-хатун мала ще трьох дітей від Менгу-Тимура, у тому числі двох синів.
Вона була останньою представницею владущої династії Фарса. З її смертю, держава Атабек Фарса втрачала свою номінальну незалежність і входила до складу держави ільханів як провінція.
Після відсторонення Абіш-хатун від престолу, вплив представників династії Салгурідів Фарса не зберігся навіть номінально.